# Grannlands-TV
Grannlands-TV är nationella TV-kanaler som utöver det huvudsakliga sändningslandet även kan ses i ett grannland. Historiskt har detta gällt "signal overspill" i gränsområden, så kallat gränstittande. TV-signaler färdas inte lika långt som långvågsradio, men följer inte heller landgränser.
Betydelsen av grannlands-TV har skiftat mellan olika länder och över tid. För många boende i gränsområden innebar gränstittande en markant ökning av tillgängliga kanaler. För boende i länder med begränsad yttrandefrihet har detta inneburit tillgång till fristående nyheter. Begreppet "Westfernsehen" om västtysk TV som kunde ses i Östtyskland är ett exempel på det senare.
Den tekniska utvecklingen har inneburit att grannlands-TV minskat i betydelse när TV-tittare fått tillgång till både fler inhemska TV-kanaler och utländska kanaler som inte nödvändigtvis kommer från ett grannland. Det har även inneburit att tillgången till grannlandets TV-kanaler minskat när dessa inte nödvändigtvis vidareförs av kabel-TV-nät. Begreppet grannlands-TV används för olika initiativ för att öka tillgången av grannlandskanaler.

## Sverige
I Sverige har olika delar av landet reguljärt kunnat ta emot dansk, norskt och finländsk TV med vanliga TV-antenner.
Utbyggnad av och övergång till kabel-TV och digital-TV har inneburit att antalet kanaler som potentiellt kan sändas har ökat, samtidigt som vissa tidigare gränstittare förlorat tillgången till grannlandets kanaler vid övergången. De nordiska public service-bolagen har i stor utsträckning satsat på egna streamingtjänster där delar av innehållet är blockerat av rättighetsskäl.
Detta har lett till olika politiska initiativ för att säkra och öka tillgången till nordisk TV, vilka dock inte resulterat i lagstiftning. Nordiska rådet har länge drivit olika förslag för att öka tillgången av nordisk TV i de olika nordiska länderna. Frågan är återkommande föremål för motioner och skriftliga frågor i riksdagen. År 1997 gjordes en offentlig utredning ledd av Lennart Bodström om huruvida kabel-TV-operatörer skulle göras skyldiga att vidaresända dansk och norsk TV.
En genomgång från 2009 visade att de skandinaviska grannlandskanalerna hade långt mindre distribution i Sverige än i Norge och Danmark. Svenska kabel-TV-nät sänder i regel de grannlandskanaler i grundutbudet i gränsområden. I andra områden ingår dessa kanaler i tilläggsutbudet. I marknätet finns TV Finland tillgänglig i Mälardalen för den finskspråkiga minoriteten, men utöver detta sänds inga grannlandskanaler vidare i marknätet från svenska sändare.